# Население Миннесоты
 Население штата Миннесота по переписи 2020 года составляет 5 706 494 человека. Примерно 60% населения штата проживает в агломерации Миннеаполиса и Сент-Пола. Центр населённости Миннесоты расположен в округе Хеннепин, в городе Роджерс.
Темпы изменения численности населения, а также распределение по возрасту и полу приближаются к средним показателям по США. Однако растущие группы меньшинств Миннесоты по-прежнему составляют значительно меньшую долю населения, чем по стране в целом.
Более 85% жителей Миннесоты имеют европейское происхождение, наиболее многочисленными являются немцы (38,6 %), норвежцы (17,0 %), ирландцы (11,9 %), шведы (9,8 %) и жители Центральной и Восточной Европы. Латиноамериканское население Миннесоты увеличивается, как и в других частях Соединенных Штатов, также с недавних пор увеличивается количество хмонгов, сомалийцев, вьетнамцев и эмигрантов из бывшего СССР. Миннесота является домом для индейских племен, таких как сиу и оджибве.
Средний возраст населения Миннесоты составляет примерно 37,8 лет. Гендерное соотношение: 50,3% женщин и 49,3% мужчин. Около 15 % населения старше 65 лет, что равно этому показателю для США в целом.

## Заселение
Самые древние останки людей на территории Миннесоты, датированные 7—8 тысячелетиями до нашей эры, были найдены в Браунс-Валли в 1933 году. Рядом с костями «Человека из Браунс-Валли» лежали так называемые рубила Кловиса и Фолсома. Также к считающимся древнейшими (середина 8 тысячелетия до н. э.) захоронениям в Миннесоте относится Брэдбери-Брук, захоронение на озере Милль-Лэкс.
В районе 5000 года до н. э. люди, населявшие побережье Верхнего озера, первыми на континенте начали обрабатывать металл — точнее, медную руду с высоким содержанием меди. Из неё получались острые ножи и наконечники копий.
Самые ранние находки индейских поселений в Миннесоте относятся приблизительно к 3000 году до н. э. На скалах с Джефферскими петроглифами самые ранние петроглифы датированы архаическим периодом (1700—900 гг. до н. э.). С 200 года до н. э. до 400 года н. э. на берегах Миссисипи развилась Хоупвеллская традиция. За несколько сотен лет в штате достигла расцвета Миссисипская культура (от неё, возможно, позже произошла культура лакота).
До прихода европейцев на территории Миннесоты обитали индейские племена оджибве, сиу, шайенны и виннебаго.
Согласно Кенсингтонскому руническому камню, первыми европейцами, ступившими на землю Миннесоты, стали прибывшие в XIV веке скандинавы. Однако подлинность камня оспаривается. В новое время первыми европейцами, исследовавшими территорию Миннесоты, стали французы, в частности, экспедиции Самуэля де Шамплена, Даниэля дю Люта, в честь которого назван город Дулут, и Робера де Ла Саля. В 1679 году дю Лют объявил провинцию частью Франции. В 1763 году после Семилетней войны территория была передана Великобритании в соответствии с Парижским договором.
Область нынешней Миннесоты восточнее Миссисипи стала частью США после Войны за независимость, другая область, на западе, перешла к США в результате Луизианской покупки 1803 года.
Территория Миннесота была создана в 1849 году, штат Миннесота в 1857 году.
Долгое время территория Миннесоты была слабозаселенной: так, по переписи 1850 года население территории Миннесота составляло всего 6077 человек, исключая живущих в резервациях и на слабозаселенных территориях индейцев. Первая крупная волна иммиграции, в 1860-х и 1870-х годах, была в основном из Германии и Ирландии, и большинство поселенцев переехали в сельскохозяйственные районы в центральных и южных районах штата. Немцы составляли самую большую группу иммигрантов в Миннесоте. Когда началась Первая мировая война, 70% населения либо родились за границей, либо имели по крайней мере одного родителя, родившегося за пределами Соединенных Штатов. Из этого числа более четверти составляли немцы. Новый Ульм, Сен-Клауд и Шакопи были основными центрами немецкой иммиграции. Вскоре за ними последовали мигранты из Норвегии, Швеции и Дании и Финляндии. Ирландские иммигранты были четвертой по величине группой после немцев, шведов и норвежцев, многие из них прибыли, спасаясь от Великого голода. Ирландцы сосредоточились в Сент-Поле. Европейцы из Италии, Словении, Польши, Богемии и Словакии, как правило, селились в Миннеаполисе и Сент-Поле, Дулуте, а также в северо-восточной части штата, где было много железных рудников.
При поддержке Уолтера Мондейла хмонги и вьетнамские иммигранты начали приезжать в Миннесоту примерно в середине 1970-х годов, когда проамериканские правительства в их родных странах рухнули.
В середине 1990-х годов сомалийские иммигранты начали селиться в Соединенных Штатах, поскольку в Сомали произошли политические беспорядки; Миннесота стала одним из главных направлений. В 2002 году, по официальным оценкам, количество сомалийских мигрантов составляло около 15 000 жителей.
Одной из самых быстрорастущих групп иммигрантов в Миннесоте являются карены, этническое меньшинство, находящееся в конфликте с правительством Мьянмы. Большинство из примерно 5000 каренов в Миннесоте прибыли из лагерей беженцев в Таиланде
Значительное количество иммигрантов прибыло в Миннесоту и обосновалось в ней при поддержке агентств VOLAG (англ. VOLAG).
По данным опроса американского сообщества 2015 года, крупнейшими группами иностранного происхождения в Миннесоте являются мексиканцы (67 300), сомалийцы (31 400), индусы (30 500), лаосцы, включая хмонгов (23 300), вьетнамцы (20 200), китайцы (19 900), эфиопы (19 300) и таиландцы, включая хмонгов (16 800).

## Языки
Жители Миннесоты говорят более чем на ста языках. Доминирующее положение занимает английский язык. В Миннесоте распространен преимущественно северный диалект американского английского, с влиянием среднеамериканского. Среди пожилых жителей сохраняется скандинавский акцент, а в районах, где ранее добывали железную руду, встречаются особенности произношения, отражающие родные языки шахтеров из Восточной Европы. Вторым по распространенности является испанский язык, третьим — хмонг. В сравнении с языковой ситуацией по США в целом, доля испаноязычных жителей штата значительно меньше, а афроазиатские языки и хмонг представлены значительно больше. Также можно отметить некоторое превышение доли германоязычных жителей.
В школах Миннеаполиса в 75 % классов есть по крайней мере один ученик, для которого английский язык не является родным. С практически стопроцентной вероятностью у каждого университетского преподавателя Миннесоты будут студенты, для которых английский не является первым языком в течение их карьеры.

## Образование
По уровню образованности населения Миннесота является одним из лучших штатов США. Миннесота занимает первое место по проценту жителей со средним образованием (91,3% жителей в возрасте старше 25 лет). В списке 1000 лучших школ Америки, составленном Newsweek в 2013 году, представлены 49 средних школ Миннесоты. В 2007 году студенты Миннесоты получили самый высокий средний балл в стране на экзамене ACT.
Степень бакалавра или выше имеет 31,4% населения штата.
В Миннесоте имеется две системы государственных университетов и колледжей, состоящие из 37 колледжей и университетов и 5 крупных кампусов Университета Миннесоты, а также более чем 20 частных колледжей и университетов, шесть из которых входят в число 100 лучших гуманитарных колледжей страны, согласно U.S. News & World Report.

## Религия
Большинство жителей Миннесоты — протестанты различных конфессий, в то время как католики образуют крупнейшую единую конфессию штата. По данным опроса Исследоватльского центра Пью 2008 года, 32 % жителей Миннесоты были связаны с основными протестантскими традициями, 21 % c евангельскими протестантскими традициями, 28 % с римско-католическими традициями, 1 % с еврейскими, исламскими, буддийскими и черными протестантскими традициями. 13 % населения заявили о своей нерелигиозности. Схожие результаты были и у опроса 2001 года: 25 % населения Миннесоты были католиками, 24 % — лютеранами (Евангелическая лютеранская церковь в Америке 853 448 человек и Лютеранская церковь — Миссурийский синод 203 863 человек). Другими представленными религиозными группами были баптисты (5 %), методисты (4 %), пресвитериане (2 %), Ассамблея Бога (2 %) и Церковь Бога (2 %). Христиане с незаявленной или другой конфессиональной принадлежностью, включая других протестантов, составили 13 %, в результате чего общее христианское население достигло 77 %. Нехристианских религий, такие как иудаизм, ислам, буддизм и индуизм, придерживались 3 % населения. 14 % респондентов были нерелигиозными, а 6 % отказались отвечать.
Имеющиеся в Миннесоте православные приходы относятся к епархии Среднего Запада.
В 2006 году Миннесота стала первым штатом США, в котором мусульманин (Кит Эллисон) был избран в качестве представителя штата в Конгрессе.

## Экономика
Валовый внутренний продукт штата Миннесота в 2019 году составил 380 миллиардов долларов.
Доход на душу населения в 2016 году составлял $51,990, это 16 место по США. Средний доход домохозяйства в 2013 году составлял $60,900, это 11 место по США. Минимальная заработная плата в Миннесоте составляет 9 долларов в час и является максимальной в штатах Среднего Запада. В Миннесоте один из самых низких по США показатель бедности населения.